# Krasznij Holm-i járás

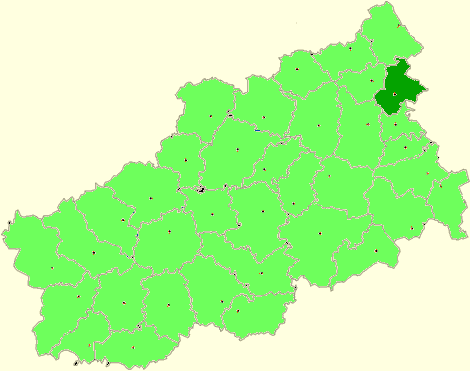
A Krasznij Holm-i járás a Tveri területen

A Krasznij Holm-i járás (oroszul Краснохолмский район) Oroszország egyik járása a Tveri területen. Székhelye Krasznij Holm.

## Népesség
- 1989-ben 18 813 lakosa volt.
- 2002-ben 14 736 lakosa volt.
- 2010-ben 11 835 lakosa volt, melyből 10 822 orosz, 112 ukrán, 57 csecsen, 36 tatár, 10 finn stb.